# Palazzo dello Spagnolo
Palazzo dello Spagnolo je palača u stilu rokokoa ili kasnog baroka u četvrti Rione Sanità u središtu Napulja. Najpoznatija je po svom raskošnom stubištu.

## Povijest
Palača je podignuta 1738. godine. Naručio ju je Marchese di Poppano, Nicola Moscati, a pripisuje se arhitektu Ferdinandu Sanfeliceu. Kroz neupadljivo pročelje ulazi se u unutarnje oktogonalno dvorište koje vodi do dvostrukog stubišta. Unutrašnjost je 1742. bogato štukaturirao Aniello Prezioso, koristeći nacrte Francesca Attanasia. Potkrovlje je dograđeno krajem 18. stoljeća. U sljedećem stoljeću obitelj prodaje stanove u nižim katovima Tommasu Atienzi, zvanom lo Spagnolo (Španjolac), odakle potječe i naziv palače.
Stubišta s lukovima u pomičnim ravninama i dalje daju auru složene scenografije, unatoč sadašnjem skučenom i trošnom stanju: grandiozan ulaz koji vodi samo do oronule palače. Obližnja Palazzo San Felice pripisuje se istom arhitektu i ima slična stubišta.

## Vanjske poveznice
|  | Zajednički poslužitelj ima još gradiva o temi Palazzo dello Spagnolo |